# Avirostrum lignaria
Avirostrum lignaria là một loài bướm đêm trong họ Erebidae.